# مصلحة مياه بلديات الساحل
مصلحة مياه بلديات الساحل منظمة فلسطينية غير حكومية مسؤولة عن خدمات المياه والصرف الصحي في قطاع غزة. تأسست عام 2000، وتضم بلديات قطاع غزة كافة. تعرضت خدماتها لأضرار بالغة أثناء الحرب الإسرائيلية على قطاع غزة 2008-09.

## وصلات خارجية
- الموقع الرسمي